# Othello (1995)
Othello is een Amerikaanse dramafilm uit 1995 onder regie van Oliver Parker. Hiervoor verwerkte hij het gelijknamige toneelstuk van William Shakespeare zelf tot filmscenario. Voor zijn bijrol als Jago werd Kenneth Branagh genomineerd voor een Screen Actors Guild Award.

## Verhaal
Othello (Laurence Fishburne) is een Afrikaanse prins die als generaal dient in het Venetiaanse leger. Zijn bevelhebber Jago (Kenneth Branagh) haat hem hartgrondig. Daarom probeert hij met list en bedrog een wig te drijven tussen Othello en zijn echtgenote Desdemona (Irène Jacob).

## Rolverdeling
| Acteur             | Personage |
| ------------------ | --------- |
| Laurence Fishburne | Othello   |
| Irène Jacob        | Desdemona |
| Kenneth Branagh    | Jago      |
| Nathaniel Parker   | Cassio    |
| Michael Maloney    | Roderigo  |
| Anna Patrick       | Emilia    |
| Michael Sheen      | Lodovico  |